# باشگاه فوتبال جوکورو
باشگاه فوتبال جوکورو یک باشگاه فوتبال حرفه‌ای السالوادوری بود که در جوکورو، مرازان، السالوادور واقع شده است. این تیم در لیگ برتر السالوادور رقابت می‌کند.
جوکورو دو عنوان قهرمانی لیگ دسته دوم السالوادور، در آپرتورا ۲۰۱۷ و دوباره در کلاسورا ۲۰۱۸، و همچنین دو قهرمانی در دسته سوم در سال‌های ۱۹۹۵ و کلاسورا ۲۰۱۶ را کسب کرده است.